# 俵徹太郎
俵 徹太郎（たわら てつたろう、1943年〈昭和18年〉7月13日 - ）は、日本の政治家。元三好市長（2期）、元池田町長（2期）、元徳島県議会議員（4期）。

## 経歴
徳島県三好郡東祖谷山村（現・三好市）生まれ。1963年（昭和38年）、徳島県立池田高等学校卒業。1969年（昭和44年）3月、早稲田大学文学部中退。同年4月に秋田大助の秘書となった。
1983年（昭和58年）に徳島県議会議員選挙に三好市選挙区から無所属で立候補したが、最下位で落選した。1985年（昭和60年）に徳島県議会議員に初当選した。1997年（平成9年）から2年間は徳島県議会議長を務めた。
4期目の1999年に辞職。同年4月の池田町長選で初当選。2003年、再選。また池田町社会福祉協議会長や三好西部合併協議会長なども歴任した。

### 2006年三好市長選挙
2006年（平成18年）3月1日、池田町は三野町・池田町・山城町・井川町・東祖谷山村・西祖谷山村と合併し、三好市が発足。これに伴って4月16日に行われた市長選挙に出馬し、新人を破り初当選した。
※当日有権者数：28,889人 最終投票率：85.69%（前回比：-pts）
| 候補者名 | 年齢 | 所属党派 | 新旧別 | 得票数   | 得票率 | 推薦・支持 |
| -------- | ---- | -------- | ------ | -------- | ------ | ---------- |
| 俵徹太郎 | 62   | 無所属   | 新     | 13,251票 | 54.54% | -          |
| 中滝清文 | 54   | 無所属   | 新     | 11,044票 | 45.46% | -          |

### 2010年三好市長選挙
2010年（平成22年）、新人2人との争いになったが、これを破って再選を果たした。
※当日有権者数：27,025人 最終投票率：84.53%（前回比： 1.16pts）
| 候補者名 | 年齢 | 所属党派 | 新旧別 | 得票数   | 得票率 | 推薦・支持 |
| -------- | ---- | -------- | ------ | -------- | ------ | ---------- |
| 俵徹太郎 | 66   | 無所属   | 現     | 11,966票 | 53.43% | -          |
| 仁尾健治 | 61   | 無所属   | 新     | 10,250票 | 45.77% | -          |
| 喜志久   | -    | 無所属   | 新     | 179票    | 0.80%  | -          |

2013年（平成25年）6月3日、健康上の理由により辞職する意向を表明。同年7月23日、辞職。
2016年（平成28年）11月、旭日中綬章を受章。